# Municipio de Richfield (condado de Lucas)
El municipio de Richfield (en inglés: Richfield Township) es un municipio ubicado en el condado de Lucas, en el estado estadounidense de Ohio. En el año 2010 tenía una población de 1598 habitantes y una densidad de 27,41 personas por km².

## Geografía
El municipio de Richfield se encuentra ubicado en las coordenadas 41°41′23″N 83°49′47″O / 41.68972, -83.82972. Según la Oficina del Censo de los Estados Unidos, el municipio tiene una superficie total de 58.3 km², toda ella tierra firme.

## Demografía
Según el censo de 2010, había 1598 personas residiendo en el municipio de Richfield. La densidad de población era de 27,41 hab./km². De los 1598 habitantes, el municipio de Richfield estaba compuesto por el 98,75 % blancos, el 0,25 % eran afroamericanos, el 0,31 % eran asiáticos, el 0,19 % eran isleños del Pacífico, el 0,25 % eran de otras razas y el 0,25 % eran de una mezcla de razas. Del total de la población el 1,06 % eran hispanos o latinos de cualquier raza.